# Thermodesulfobacteriota
Thermodesulfobacteriota es un filo de bacterias gramnegativas. Dentro de este filo hay un solo orden, Thermodesulfobacteriales; clase, Thermodesulfobacteria, y familia, Thermodesulfobacteriaceae, todos descritos en 2002.
El filo Thermodesulfobacteriota se modificó en el año 2021, siendo conocido anteriormente como filo Thermodesulfobacteria. Se trata de uno de los filos más antiguos del dominio Bacteria. Consiste en bacterias termófilas, aisladas tanto de fuentes termales terrestres como de fuentes hidrotermales marinas. Suelen tener forma de bacilo, crecen individuales, en pares o en cadenas cortas. Contiene especies tanto móviles como inmóviles. Son anaerobias.  

## Taxonomía
Actualmente sólo existe una familia de bacterias dentro de este filo. La taxonomía válida actual es la siguiente:
- Clase Thermodesulfobacteria
  - Orden Thermodesulfobacteriales
    - Familia Thermodesulfobacteriaceae
      - Género Caldimicrobium
        - Caldimicrobium rimae
        - Caldimicrobium thiodismutans

      - Género Thermodesulfatator
        - Thermodesulfatator atlanticus
        - Thermodesulfatator autotrophicus
        - Thermodesulfatator indicus

      - Género Thermodesulfobacterium
        - Thermodesulfobacterium commune
        - Thermodesulfobacterium hveragerdense
        - Thermodesulfobacterium hydrogeniphilum
        - Thermodesulfobacterium thermophilum

      - Género Thermosulfurimonas
        - Thermosulfurimonas dismutans
        - Thermosulfurimonas marina

Especie sin asignar taxonomía: Thermosulfuriphilus ammonigenes.